# Laguna El Ancho
Laguna El Ancho är en sjö i Chile.   Den ligger i regionen Región de O'Higgins, i den södra delen av landet, 160 km sydväst om huvudstaden Santiago de Chile. Laguna El Ancho ligger 7 meter över havet. Arean är 0,24 kvadratkilometer. Den sträcker sig 1,1 kilometer i nord-sydlig riktning, och 0,4 kilometer i öst-västlig riktning.
Trakten runt Laguna El Ancho består i huvudsak av gräsmarker. Runt Laguna El Ancho är det ganska glesbefolkat, med 24 invånare per kvadratkilometer.